# Hedwiga de Nordgau

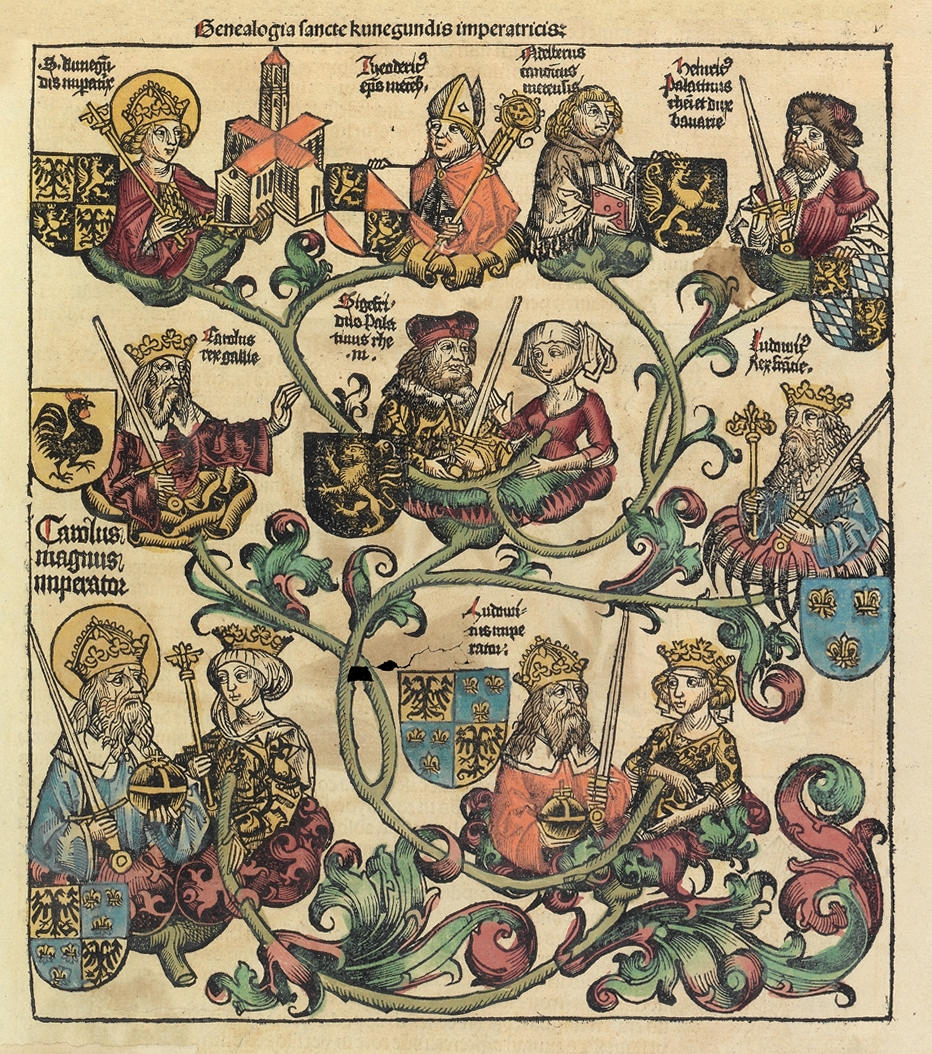
Portret imaginar, Cronica din Nürenberg, 1493.

Hedwiga de Nordgau (n. cca. 922 – d. după 993) a fost o nobilă germană, de origine saxonă, devenită soția lui Siegfried, primul conte de Luxemburg.
Părinții Hedwigăi nu sunt cunoscuți cu certitudine, însă unele liste medievale o consideră drept fiică a contelui Eberhard al IV-lea de Nordgau cu Luitgarda de Lotharingia. Alte surse stabilesc legături cu familia împăratului Otto I cel Mare.

## Copii
Căsătoriți în jur de 950, Hedwiga și Siegfried au avut următorii copii:
- Henric, succesor în Luxemburg, ca Henric I; de asemenea, duce de Bavaria, ca Henric al V-lea
- Siegfried, menționat în 985
- Frederic, conte de Salm și Luxemburg; căsătorit cu Ermentruda de Gleiberg, fiică a contelui Heribert I de Gleiberg cu Ermentruda.
- Theodoric (Dietrich, Thierry), episcop de Metz
- Adalberon, canonic de Trier
- Gislebert (d. 1004), conte în Moselgau
- Cunigunda, căsătorită cu împăratul Henric al II-lea
- Eva, căsătorită cu contele Gerard de Metz
- Ermentruda, abatesă
- Luitgarda, căsătorită cu contele Arnulf I de Olanda
- o fiică, măritată cu un oarecare Thietmar